# Miguel Bardem Aguado
Miguel Bardem Aguado (Madrid; 1964) és un director i guionista espanyol.

## Biografia
Com a fill de Juan Antonio Bardem i María Aguado Barbado, forma part d'una família dedicada al cinema. És nebot de l'actriu Pilar Bardem, i, per tant, cosí de Javier Bardem.
En 1973 va fer el seu primer i únic paper com a actor a La corrupción de Chris Miller, dirigida pel seu pare. El 1995 va guanyar el Goya al millor curtmetratge de ficció per La madre.
Ha codirigit amb David Menkes i Alfonso Albacete la pel·lícula Más que amor, frenesí, amb els que el 1996 fou nominat al Goya al millor director novell. El 1999 fou nominat novament al Goya al millor director novell per La mujer más fea del mundo. El 2003 va dirigir el documental produït per a Canal+ Niñas de hojalata. La pel·lícula segueix les vides de nenes menors d'edat del Nepal que són enviades per milers cada any a l'Índia, on són obligades a prostituir-se.
El 2015 va tenir un judici de conformitat per presumptes delictes de frau documental i frau de subvencions i es va veure obligat a pactar la devolució de les ajudes rebudes per la pel·lícula El rey de la montaña, filmada en 2007 i de la que n'era productor.

## Filmografia
| Any  | Pel·lícula                                          | Forma                |
| ---- | --------------------------------------------------- | -------------------- |
| 2016 | 22 àngels                                           | Director             |
| 2014 | Prim, el asesinato de la calle del Turco            | (Minisèrie) Director |
| 2011 | El asesinato de Carrero Blanco                      | (Minisèrie) Director |
| 2008 | Mortadelo y Filemón. Misión: salvar la Tierra       | Director             |
| 2003 | Niñas de hojalata (documental)                      | Director             |
| 2003 | Incautos                                            | Director y guionista |
| 2001 | Soberano, el rey canalla (curtmetratge publicitari) | Director             |
| 1999 | La mujer más fea del mundo                          | Director             |
| 1999 | Noche de reyes                                      | Director             |
| 1996 | Más que amor, frenesí                               | Director i guionista |
| 1995 | La madre (curtmetratge)                             | Director             |
| 1972 | La corrupción de Chris Miller                       | Actor                |